# Christian Holst
Christian Lamhauge Holst (* 25. Dezember 1981 in Svendborg) ist ein ehemaliger färöisch-dänischer Fußballspieler, der im Mittelfeld oder als Stürmer eingesetzt wurde. Er spielte auch für die Nationalmannschaft.

## Fußball

### Vereine
Holst spielte in der Jugend in Thurø und später bei Svendborg fB. 2003 wechselte er zu Lyngby BK in die dritte dänische Liga. 2004/05 wurde der Aufstieg erreicht und Holst spielte daraufhin mit Lyngby in der zweithöchsten Spielklasse.
In der ersten Zweitligasaison wurde der Offensivspieler mit Lyngby abermals Meister und konnte den Aufstieg in die Dänische Superliga feiern, in der er auch zusammen mit seinem Landsmann Tem Hansen, welcher ebenfalls in Dänemark geboren wurde, spielte. Sein Debüt in der Superliga gab er am 22. Juli 2007 gegen Randers FC von Beginn an, bei der 0:3-Niederlage wurde er in der 85. Minute gegen Rasmus Marvits ausgewechselt. In seinem zweiten Spiel gegen Odense BK erzielte er beim 1:1-Unentschieden mit dem 1:0 sein erstes Tor in der höchsten Spielklasse. Am Ende der Saison stieg Lyngby als Letzter, elf Punkte hinter dem letzten Nichtabstiegsplatz, ab. Holst konnte in seiner ersten Erstligasaison neun Tore erzielen. Daraufhin wechselte er zu Silkeborg IF, wiederum eine Klasse tiefer.
In seiner ersten Saison wurde mit dem zweiten Platz in der zweiten Liga der Aufstieg fixiert, wobei Holst mit vier Toren maßgeblichen Anteil daran hatte. Seit der Saison 2009/10 spielt der Färinger somit wieder in der höchsten dänischen Spielklasse. Im ersten Jahr steuerte er elf Tore zum Klassenerhalt bei. Die nächste Saison schloss Silkeborg auf dem fünften Platz ab. Holst zählte erneut zu den Stammspielern und erzielte in der Liga sechs Treffer. Diese Zahl konnte er auf zehn in der Saison 2011/12 steigern, dennoch reichte es nur für den achten Platz. Ein Jahr darauf folgte schließlich der Abstieg als Letztplatzierter. Nach der Saison 2013/14, die als Erstplatzierter abgeschlossen werden konnte, wechselte Holst zum Drittligisten Fremad Amager. Als Zweitplatzierter der Aufstiegsrunde 2015/16 gelang der Aufstieg in die zweite Liga. Nach der Saison beendete Holst seine Karriere.

### Nationalmannschaft
Der Offensivspieler spielte bisher 50 Mal für die färöische Nationalmannschaft und erzielte dabei vier Tore. Sein Debüt gab er gemeinsam mit Tór-Ingar Akselsen am 6. September 2003 im Qualifikationsspiel zur EM 2004 gegen Schottland. Das Spiel in Glasgow endete 1:3, Holst wurde in der 84. Minute für Jákup á Borg eingewechselt. Seine ersten beiden Länderspieltore konnte er am 4. Juni 2008 gegen Estland beim Freundschaftsspiel in Tallinn erzielen. Das Spiel endete 3:4. Zum letzten Einsatz kam er am 11. Oktober 2015 im EM-Qualifikationsspiel in Tórshavn, welches mit 0:3 gegen Rumänien verloren wurde. Holst wurde hierbei in der 69. Minute für Árni Frederiksberg beim Stand von 0:2 ausgewechselt.

## Persönliches
Christian Holst lebt von Geburt an in Dänemark und ist aufgrund seiner färöischen Mutter berechtigt, für die färöische Nationalmannschaft zu spielen.